# Paul Buchheit
Paul Buchheit (7 de noviembre de 1977) es un programador informático y empresario estadounidense. Es el creador y desarrollador principal de Gmail. Desarrolló el prototipo original de AdSense de Google, como parte de su trabajo en Gmail. También sugirió el famoso lema de la compañía "No seas malvado" en una reunión en el año 2000, sobre los valores de la empresa.
Buchheit creció en Rochester, Nueva York y fue a la universidad Case Western Reserve en Cleveland, Ohio. Trabajó en Intel y más tarde se convirtió en el empleado número 23 de Google.
En la actualidad es un inversionista de riesgo y fundador de FriendFeed, adquirida por Facebook en agosto de 2009 en una transacción privada.